# گرد کیشه
گرد کیشه (به آلمانی: Gerd Kische) بازیکن فوتبال و مدافع اهل آلمان شرقی بود که از سال ۱۹۷۱ میلادی عضو تیم ملی فوتبال آلمان شرقی بوده‌است. وی در ۶۳ بازی ملی حضور داشته و در بازی‌های ملی‌اش گلی به ثمر نرساند. گرد کیشه آخرین بازی ملی خود را در سال ۱۹۸۰ میلادی انجام داد.